# 青春 (テレビドラマ)
『青春』（せいしゅん）は、1967年7月1日から同年10月28日までフジテレビ系列の毎週土曜20:00 - 20:56（JST）に放送されていた日本のテレビドラマ。全18回。

## 概要
同じ大学の同期の桜で、グライダー部OBの青年3人が、飛行機を買って世界を一周しようとでっかい夢をいだき、それを実現させるために始める共同生活の明るいエピソードを中心に描いていくもの。
26回の予定だったが18回に短縮され、次番組は日本初の単発特別番組枠『テレビグランドスペシャル』（第1期）となり、1959年3月のフジ開局と同時に開始した『東芝土曜劇場』以来8年8ヶ月続いたこの枠のドラマが中断した。

## 出演者
- 横山進之助：関口宏
- 小宮次郎：山内賢
- 笹本潤：木下雅弘
- 佐原百合：松原智恵子
- 横山源兵衛：柳家小さん
- 横山なつ：桜むつ子
- 横山雪江：伊藤るり子
- 横山八重子：葉村エツ子
- 横山幸之助：吉井永二
- 横山とく：飯田蝶子
- 秀奴：浜川智子

ほか

## スタッフ
- 脚本：岩井基成、窪田篤人、田井洋子
- 演出：春原政久
- 制作：フジテレビ、日活[3]

## 主題歌
「空は夢の泉」
- 作詞・作曲：浜口庫之助／歌：山内賢